# Entgleisung (Bahn)

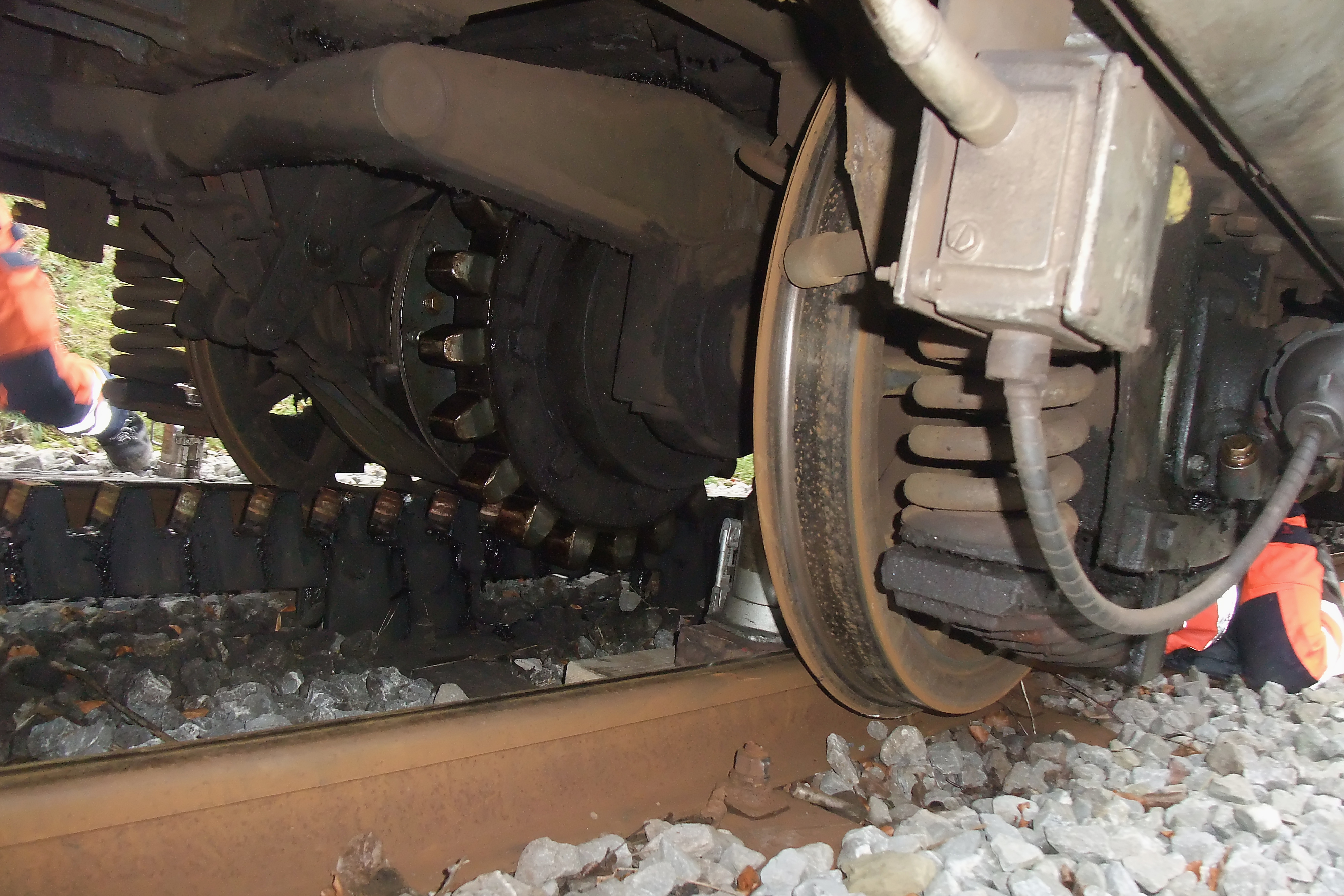
Entgleister Radsatz eines Zahnradfahrzeugs

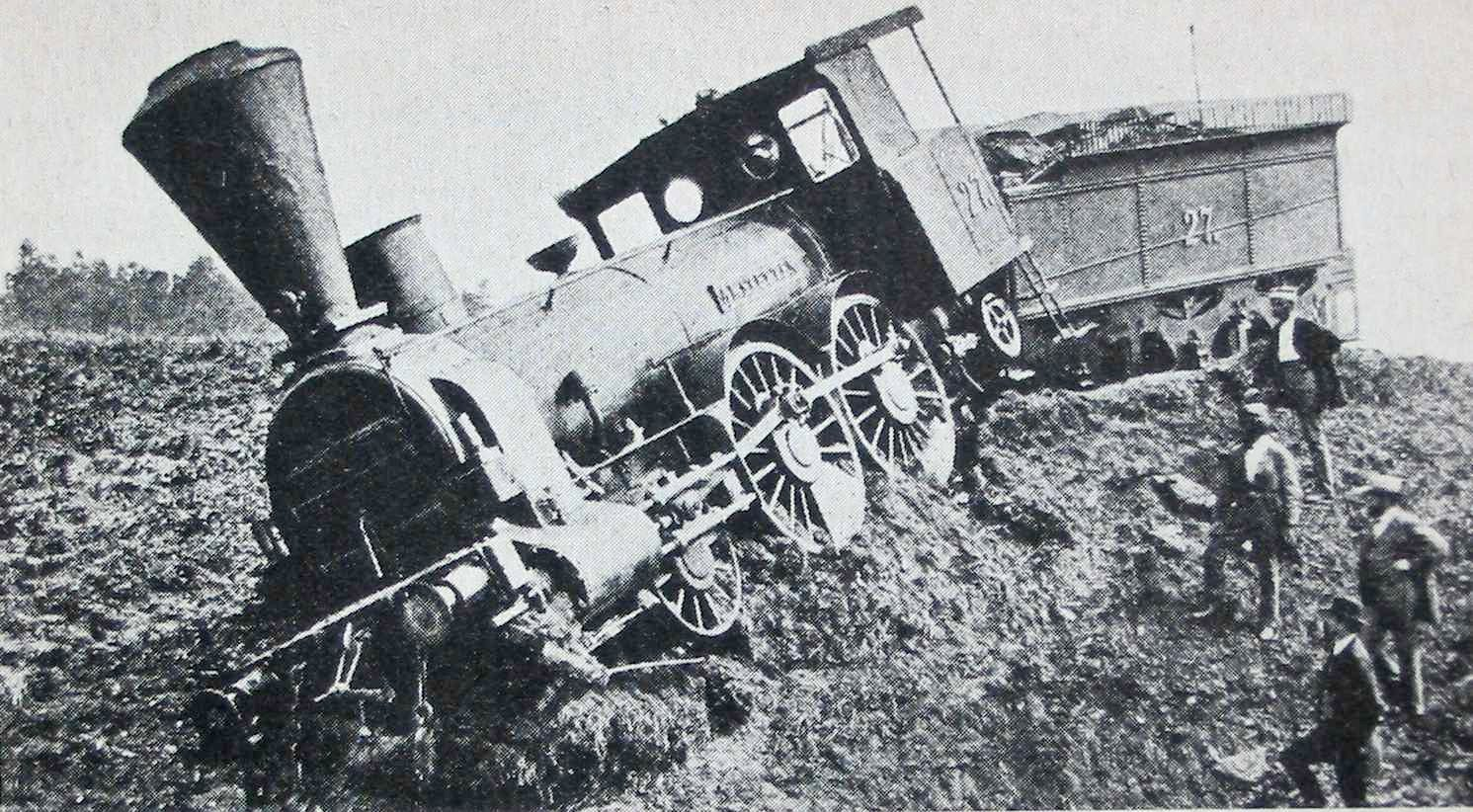
Entgleisung der Lok „Amstetten“ 1875. Ursache: Radreifenbruch durch Materialermüdung

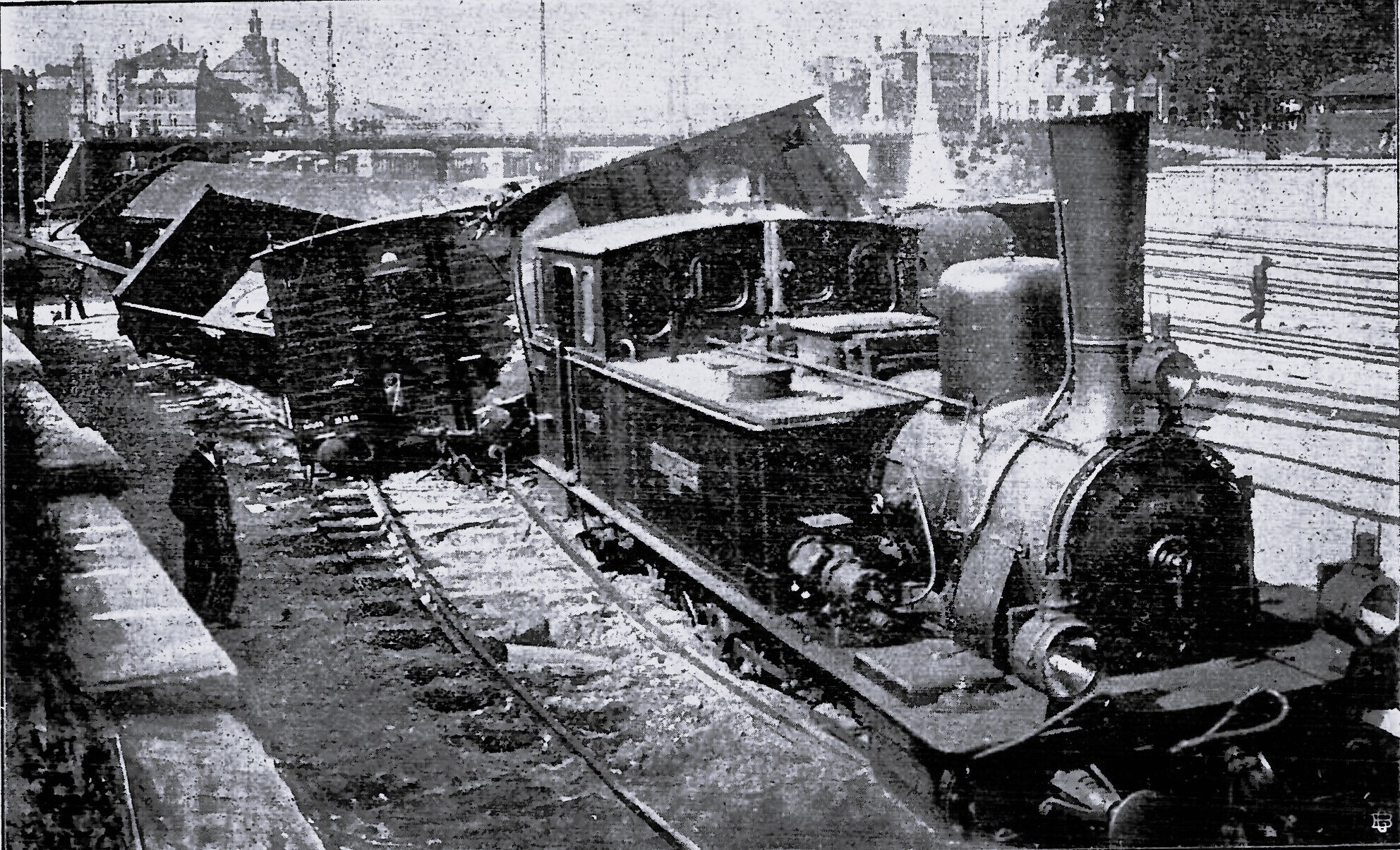
Entgleisung am 29. Mai 1908 in Lübeck. Ursache: Weichenbruch beim Überfahren

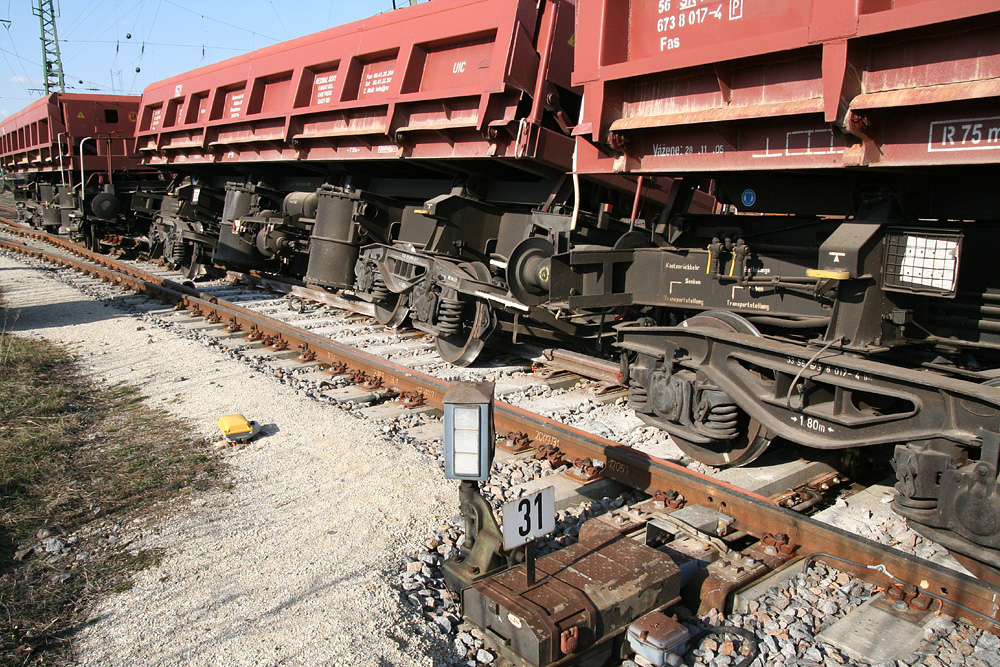
Beabsichtigte Entgleisung von Güterwagen an einer Gleissperre in Ingolstadt Hbf

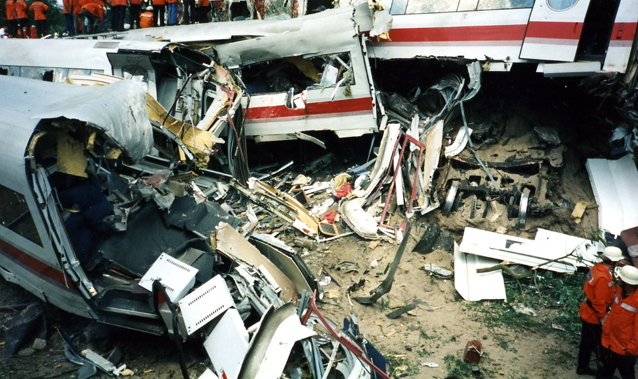
Entgleister ICE 1 nach dem ICE-Unfall in Eschede. Ursache: Radreifenbruch durch Materialermüdung

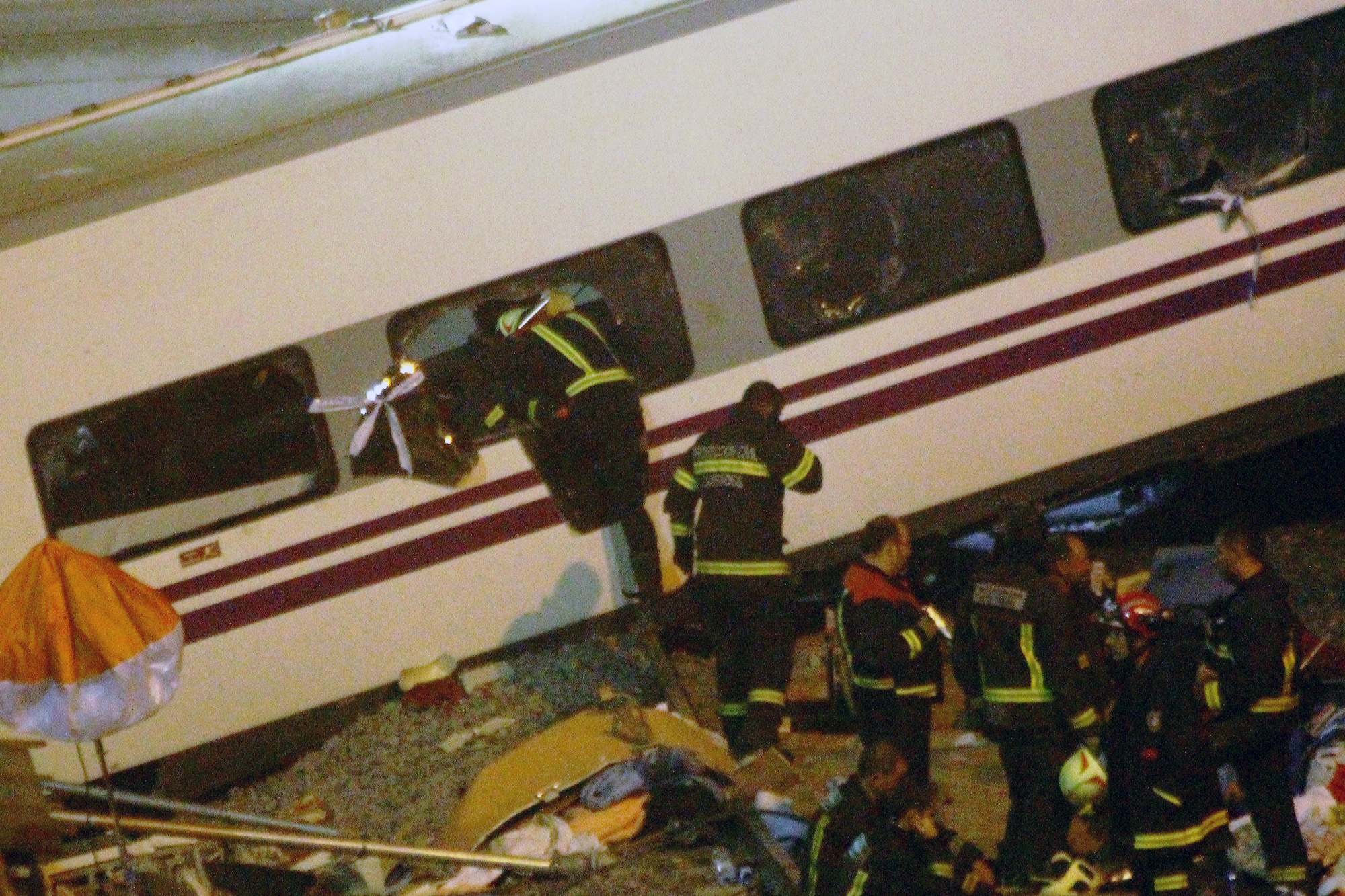
Rettungsarbeiten nach dem Eisenbahnunfall von Santiago de Compostela. Ursache: überhöhte Geschwindigkeit

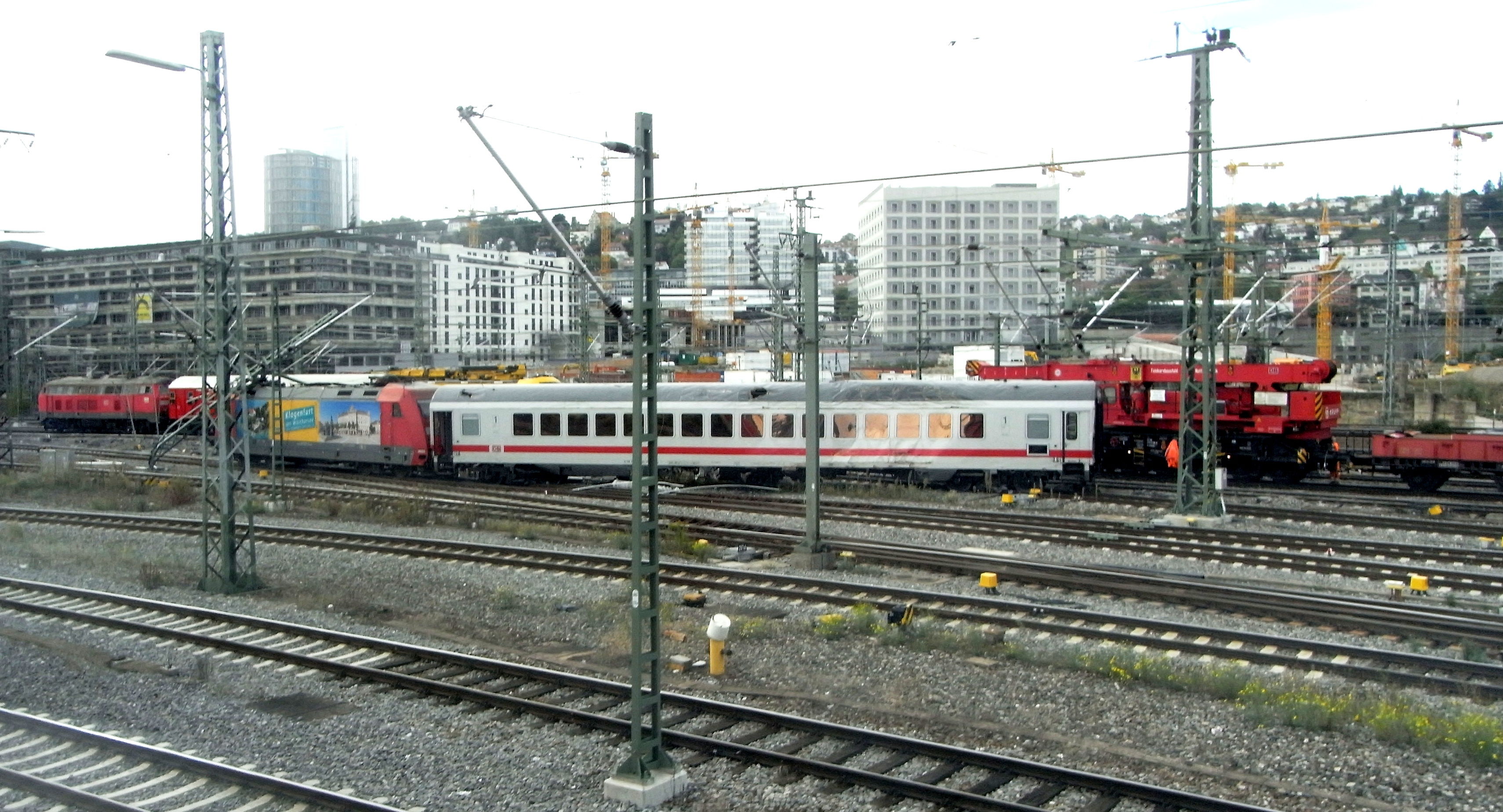
Entgleisung in Stuttgart. Ursache: Überpufferung wegen defekter Puffer

Eine Entgleisung ist ein Eisenbahnunfall, bei dem ein Schienenfahrzeug seine spurführende Bahn, das Gleis, unkontrolliert verlässt, was auch als aus den Schienen springen bezeichnet wird. Das Gegenteil ist das Aufgleisen oder Eingleisen, das heißt das ordnungsgemäße Aufsetzen eines Schienenfahrzeugs auf die Schiene(n). In Deutschland zählt die Entgleisung zu den gefährlichen Ereignissen im Bahnbetrieb.

## Definitionen
Die Definition des Begriffs Entgleisung ist im deutschsprachigen Gebieten nicht einheitlich.

### Definition des Eisenbahn-Bundesamtes
Für die Eisenbahnen des Bundes in Deutschland definiert das Eisenbahn-Bundesamt (EBA): „Eine Entgleisung ist das Abgleiten oder Abheben eines Eisenbahnfahrzeuges von der Fahrbahn, auch wenn es sich selbst wieder aufgleist, oder der zweispurige Lauf eines Eisenbahnfahrzeugs.“ Ein Schienenfahrzeug gilt also bereits dann als entgleist, wenn der stete Kontakt zwischen Spurkranz und/oder der Lauffläche des Rades zu beiden Schienenköpfen verloren ging, auch wenn danach der Sollzustand (Führung der Spurkränze an der Laufkante der Schienenköpfe) wieder erreicht wird. Dass bereits das Abheben eines Rades von der Fahrbahn als Entgleisung gilt, hängt mit den in der Vergangenheit üblichen Achsgleitlagern zusammen. Die meist nur lose in das Achslagergehäuse eingelegte Lagerschale kann beim Entlasten aus ihrer Solllage rutschen und dadurch funktionslos werden.
Die Definition des EBA entspricht der Festlegung der UIC, die mit dieser Definition ein Fahrzeug als „entgleistes Fahrzeug“ beschreibt. Denn in den Vorschriften der UIC (AVV „Allgemeiner Vertrag für die Verwendung von Güterwagen“ und RIC „Regolamento Internazionale delle Carrozze“), wird bei einem entgleisten Fahrzeug eine spezielle Untersuchung des betroffenen Rollmaterials gefordert.

### Definition in der Schweiz
Die Schweizerische Bundesbahnen (SBB) und die Schweizerische Sicherheitsuntersuchungsstelle (SUST) verwenden die folgende Definition: „Entgleisung ist das Anheben eines Radsatzes oder eines seiner Räder bis zum Auflauf der Spurkranzkuppen auf die Fahrfläche der Schienen bzw. die obere Begrenzung zusätzlicher Spurführungseinrichtungen mit nachfolgendem Verlassen der Schienen.“
Es wird unterschieden zwischen Aufsteigen und Aufklettern.
Beim Aufsteigen überrollt der Spurkranz ein Hindernis im Gleisbereich, das ihn auf die für eine Entgleisung notwendige Höhe anhebt. Dies sind typischerweise nicht fest an der Backenschiene anliegende Weichenzungen oder in einer Rillenschiene eingeklemmte Fremdkörper.
Beim Aufklettern ist die Reibungskraft zwischen Schiene und Spurkranz so groß, dass zwischen diesen Teilen ein Reibschluss entsteht. Dadurch wird das Rad bei der Rollbewegung nach oben gedrückt bis die Spurkranzkuppe auf die Höhe der Lauffläche der Schiene angehoben wird und von den Spurführungskräften quer über diese hinweggeschoben wird, bis das Rad auf der anderen Seite der Schiene herunterfällt.

### Gleichung nach Nadal
Die 1908 veröffentlichte Gleichung von François-Joseph Nadal, Oberingenieur der Chemins de fer de l’État, beschreibt die Kriterien, die ein Rad aufklettern lassen. Der Vorgang beginnt, sobald die vertikale Komponente der Reibungskraft zwischen Spurkranz und Schiene größer wird als die Aufstandskraft des Rades. Nach Nadal lässt sich der Entgleisungskoeffizient {\displaystyle Y/Q} wie folgt berechnen:
{\displaystyle {\frac {Y}{Q}}={\frac {\tan \beta -\mu }{1+\mu \cdot \tan \beta }}}
wobei die Parameter wie folgt benutzt bestimmt sind:
{\displaystyle Y} Spurführungskraft quer zur Gleisrichtung
{\displaystyle Q} Radaufstandskraft senkrecht zur Schiene
{\displaystyle \beta } Spurkranzwinkel gemessen von der Horizontalen
{\displaystyle \mu } Reibungskoeffizient zwischen Spurkranz und Schiene

## Ursachen

### Unbeabsichtigtes Entgleisen

#### Fahrzeugbedingte Ursachen
Schienenfahrzeuge können entgleisen, wenn sie für die Fahrweggeometrie (Kurvenradius, Überhöhung, Weichenbauart usw.) eine zu hohe Geschwindigkeit haben. Des Weiteren können Fehler am Fahrzeug (zum Beispiel Rad- und Achsenfehler, Sollmaßabweichungen an den Spurkränzen, Achsbruch und Defekte an Drehgestellen) zur Entgleisung führen. Nicht ordnungsgemäße Ladungssicherung oder über die Maßen unsymmetrische Beladung können Güterwagen aus dem Gleis wuchten.

#### Bedienerbedingte Ursachen
Zur Entgleisung kann es kommen, wenn der Triebfahrzeugführer zum Beispiel Signale nicht beachtet, mit überhöhter Geschwindigkeit fährt oder in die falsche Richtung anfährt (vor oder zurück). Verbremst sich der Lokführer vor einem Gleisabschluss mit Prellbock, kann es auch zur Entgleisung kommen, wenn dabei das Gleisende überfahren wird. Beim Rangieren, im Ablaufbetrieb sowie beim Befahren enger Gleisbögen können Fahrzeuge überpuffern und dabei entgleisen. Hierbei schieben sich die Puffer zweier Fahrzeuge über- oder nebeneinander und hebeln die betroffenen Fahrzeuge aus dem Gleis.
Fehler der Bediener der Eisenbahninfrastruktur, etwa Fahrdienstleiter und Weichenwärter, können beispielsweise in folgenden Fällen zu Entgleisungen führen:
- Eine Weiche wird umgestellt, während ein Schienenfahrzeug darüber fährt. Der Vorgang wird „zweispurig fahren“ genannt.
- Vorschriftwidriges Verhalten bei Signalstörungen.
- Die Verständigung insbesondere beim Rangieren ist nicht eindeutig.
- Ein notwendiger Befehl wird nicht oder mehrdeutig gegeben.
- Die notwendigen Voraussetzungen für das Zulassen einer Zug- oder Rangierfahrt wurden nicht erfüllt.
- Unbeabsichtigtes Anheben des Fahrzeuges während des Be- und Entladens (wenn beispielsweise beim Entladen eines verkanteten Containers der Wagen mit angehoben wird) und Entgleisen desselben beim Absetzen.
- Überfahren eines Hemmschuhs, denn dabei »springt« das Rad über den Hemmschuh (Gilt auch dann, wenn das Fahrzeug danach wieder richtig auf dem Gleis steht). Hemmschuhe, die vor dem Bewegen von Fahrzeugen übersehen werden, führen, wenn sie vom Weichenende her in ein Herzstück geraten, sicher zur Entgleisung, weil sie im Herzstück verkanten und darüberlaufende Radsätze aus dem Gleis drücken.
- Verbremsen und Überfahren eines Gleisendes oder -abschlusses.

Durch Fehlbedienung von Fahrzeugen können technisch bedingte Entgleisungen gefördert werden. So sind oft starkes Beschleunigen bzw. Abbremsen auf schadhaften Gleisanlagen mit verantwortlich für eine Entgleisung. Das heißt, dass zuvor mehrere Züge ohne Probleme den Schaden überfahren konnten, erst die zusätzlichen – durch Beschleunigen/Bremsen ausgelösten – dynamischen Kräfte ermöglichten die Entgleisung.

#### Fahrwegbedingte Ursachen

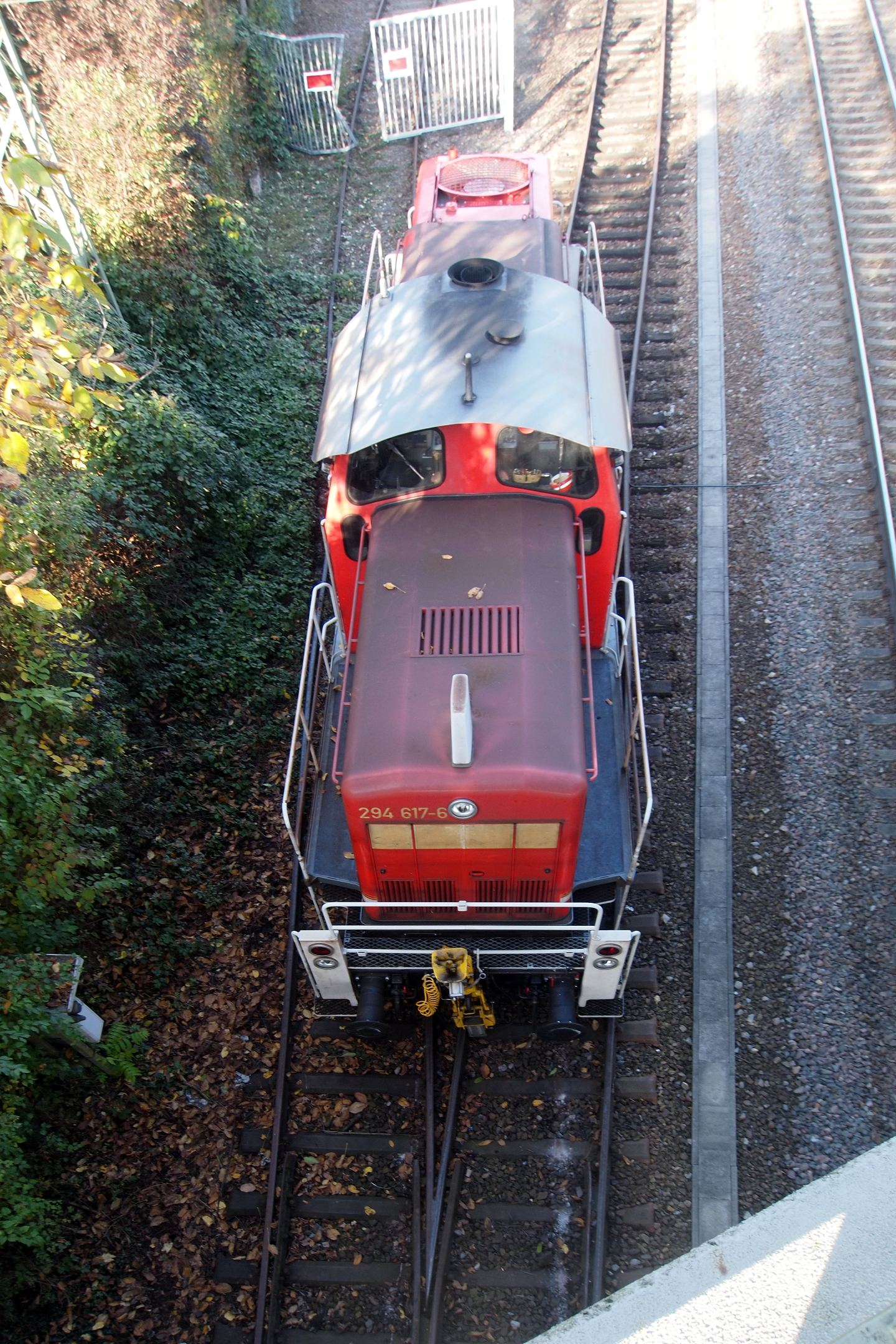
Entgleiste Lokomotive

Der störungsfreie Lauf von Schienenfahrzeugen wird von der ordnungsgemäßen Gleisgeometrie gewährleistet. Deswegen kann jede unzulässige Abweichung der Lage und des Zustandes der Gleise, Weichen inbegriffen, zur Entgleisung führen. Solche Abweichungen von der Sollgeometrie sind:
- Abgenutzte und defekte Schienen;
- Weiche ist nicht in Endlage (Weichenverschluss nicht verriegelt);
- Fremdkörper jeglicher Art, auch eisenbahnbezogene wie Puffer, im Regellichtraum;
- Personen oder Tiere im Gleis;
- temperaturbedingte Gleisverwerfungen;
- Spurweitenveränderungen über den Toleranzbereich hinaus;
- Gleisachsenveränderungen über den Toleranzbereich hinaus (z. B. durch Unterspülungen oder Erdbeben).

In der Regel nicht zu einer Entgleisung führt jedoch das Auffahren einer stumpf befahrenen Weiche, die sich in der falschen Lage befindet. Die Weichen sind für dieses Auffahren der Weichenzungen konstruiert, wobei aber nur eine Entgleisung der Fahrt, nicht immer aber eine Beschädigung der Zungen, Weichenverschlüsse und Übertragungsteile, vermieden werden kann. Bei zu großer Geschwindigkeit und auch wenn die betroffene Weiche mechanisch verriegelt ist, kommt es zu einer Entgleisung, weil die Zungen aufgrund der Verriegelung der Bewegung gar nicht bzw. wegen der Masseträgheit nicht schnell genug folgen können. Das Auffahren funktioniert konstruktionsbedingt bei Schnellfahrweichen und einigen anderen Weichentypen (z. B. mit beweglichem Herzstück) nicht, da falsch stehende Herzstücke prinzipbedingt und Antriebe für Schnellfahrweichen wegen zu großer Festhaltekraft nicht auffahrbar sind. Um Entgleisungen auf Weichen zu verhindern, wird beim Einstellen einer Fahrstraße im Stellwerk die Endlage überprüft und die Weiche gegen Umstellen gesichert.
An besonders gefährlichen Stellen im Schienennetz (etwa vor Eisenbahnbrücken) werden Führungsschienen als Entgleisungsschutz angebracht. Das sind zusätzliche innen-, bei Platzmangel im Gleis außenliegende Schienen, die entgleiste Radsätze führen und das vollständige Verlassen der Gleise erschweren.

### Beabsichtigtes Entgleisen
Eine Entgleisung wird absichtlich herbeigeführt, in der Praxis aber tunlichst vermieden, um bei unbeabsichtigten Fahrzeugbewegungen weiteren Schaden abzuwenden. Das kann entweder in örtlichen Richtlinien für das Rangieren und das Fahren von Zügen festgelegt (denkbar in Gefällebahnhöfen) sein oder wird im Einzelfall je nach konkreter Situation entschieden. Bevorzugt werden Entscheidungen, in deren Folge dem unkontrolliert ablaufenden Fahrzeug die Bewegungsenergie weich, also allmählich, entzogen wird.
Entgleisungsvorrichtungen wie Sandweichen und Gleissperren gehören zu den Flankenschutzeinrichtungen. Sie erzwingen eine Umleitung oder gar Entgleisung von Fahrzeugen, die eine unzulässige Bewegung durchführen.
Die notwendige Entgleisung durch Anheben des Schienenfahrzeugs mittels Hubvorrichtung oder Krananlage für Instandhaltungs- oder Reparaturzwecke ist kein gefährliches Ereignis oder Störfall im Sinne der obigen Definitionen.

## Folgen

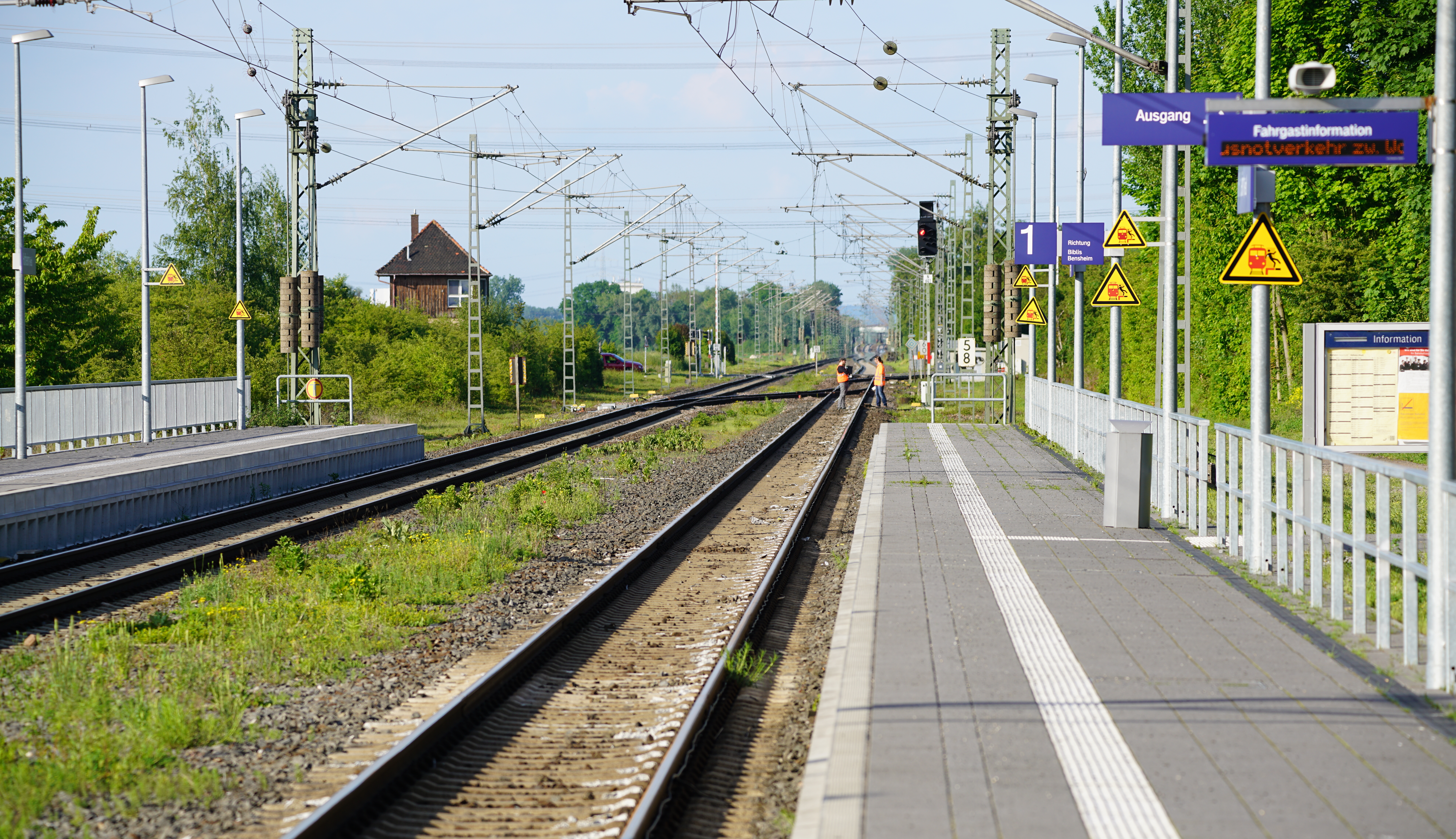
Folgen für den Oberbau nach der Fahrt eines Güterzugs mit einem entgleisten Wagen im Bahnhof Hofheim (Ried) auf der Bahnstrecke Darmstadt–Worms: Zerstörte Bahnschwellen können dafür sorgen, dass der betroffene Bereich als unbefahrbar erklärt wird.

Mitunter werden vorrangig im Güterverkehr Fahrzeuge mit entgleisten Achsen über viele Kilometer im Zuge mitgeführt, bevor die Entgleisung bemerkt wird. Hierdurch entstehen im Allgemeinen große Schäden an den Bahnanlagen (Fahrweg, Kabel etc.).
Durch eine Entgleisung wird das betreffende Schienenfahrzeug stark abgebremst. Dies führt gelegentlich dazu, dass das betroffene Fahrzeug vom vorderen Zugteil abreißt, während die Fahrzeuge dahinter zusammen mit dem entgleisten Fahrzeug aufgrund der selbsttätigen Wirkung der Eisenbahnbremse durch Öffnung der Hauptluftleitung abgebremst werden. Der vordere Zugteil bremst im Regelfall durch die in Folge der Zugtrennung geöffnete Hauptluftleitung ebenfalls. Der kritischere Fall ist, wenn die Entgleisung unbemerkt bleibt und die Kupplung nicht reißt. Der Zug kann dann viele Kilometer weiterfahren, bis es z. B. durch ein Verklemmen in Weichenbereichen zum eigentlichen Unglück kommt, mit den entsprechend schweren Folgen für Passagiere und Sachwerte.
Wenn entgleiste Fahrzeuge oder verlorene Ladung ins Nebengleis ragen, kann es dort zu Folgeentgleisungen dort verkehrender Fahrzeuge kommen. Eine weitere Folgeerscheinung bei Entgleisungen auf elektrifizierten Strecken und Bahnhöfen ist die Beschädigung der Oberleitungsanlagen einschließlich der Oberleitungsmasten.
Zur raschen Erkennung von Entgleisungen haben manche Güterwagen einen Entgleisungsdetektor verbaut, der eine Zwangsbremsung auslöst. Neu ist die Entwicklung von infrastrukturseitigen Überwachungseinrichtungen, bisher allerdings erst als Prototyp. In beiden Fällen kann das Ausmaß bei der Entgleisung vermindert werden, wenn sie rechtzeitig erkannt wird und sofortige Gegenmaßnahmen wirksam werden. Die heute angewendeten Zugkontrolleinrichtungen können keine Entgleisungen direkt feststellen, sondern nur Schäden die zu einer Entgleisung führen können.
Selbst scheinbar harmlose Entgleisungen können zu strukturellen Schäden am Fahrzeug führen. Bei jeder Entgleisung muss man davon ausgehen, dass das Fahrzeug punktuell überbeansprucht wurde, zum Beispiel wenn eine Radscheibe schlagartig die gesamte Last der Wagenachse (oder noch mehr) aufnehmen muss. Zusätzlich erfolgt die Lastaufnahme oft nicht in dem Winkel, für den die Radscheibe zur Lastaufnahme ausgelegt ist. Dies kann dazu führen, dass nach der Entgleisung die beiden Radscheiben nicht mehr parallel zueinander stehen. Auch können sich die Federn verschieben, wodurch sie sich nicht mehr in der richtigen Lage befinden oder nicht mehr korrekt geführt sind. Deshalb dürfen selbst leicht entgleiste Fahrzeuge nicht wieder in Betrieb genommen werden, bevor eine Lauffähigkeitsuntersuchung durchgeführt wurde. Ohne eine solche ist ein Weiterbetrieb wieder aufgegleister Fahrzeuge (auch wenn nur eine Achse entgleist war) verboten.
Gleichermaßen ist der Zustand des Fahrwegs und gegebenenfalls der Oberleitungsanlage zu überprüfen und diese ggf. instand zu setzen.

## Aufgleisen

### Allgemeines
Unter Aufgleisen versteht man den Vorgang, bei dem ein entgleistes Schienenfahrzeug durch Anheben und Umsetzen wieder auf das Gleis gesetzt wird. Die Durchführung der Aufgleisung erfolgt am Ort der Entgleisung durch spezialisierte Bergungsdienste mit Hilfe von Bergungsausrüstung.
Im Anschluss an den Aufgleisvorgang ist die Fahrtauglichkeit des Schienenfahrzeugs von einem Fachmann zu prüfen.

### Bergungsausrüstung
Welche Bergungsausrüstung zum Aufgleisen verwendet wird, hängt von vielen Faktoren ab, wie z. B. der Lage des Schienenfahrzeugs in Bezug auf das Gleis, der Zugänglichkeit der Unfallstelle oder der Verfügbarkeit der Bergungsausrüstung.

#### Kran

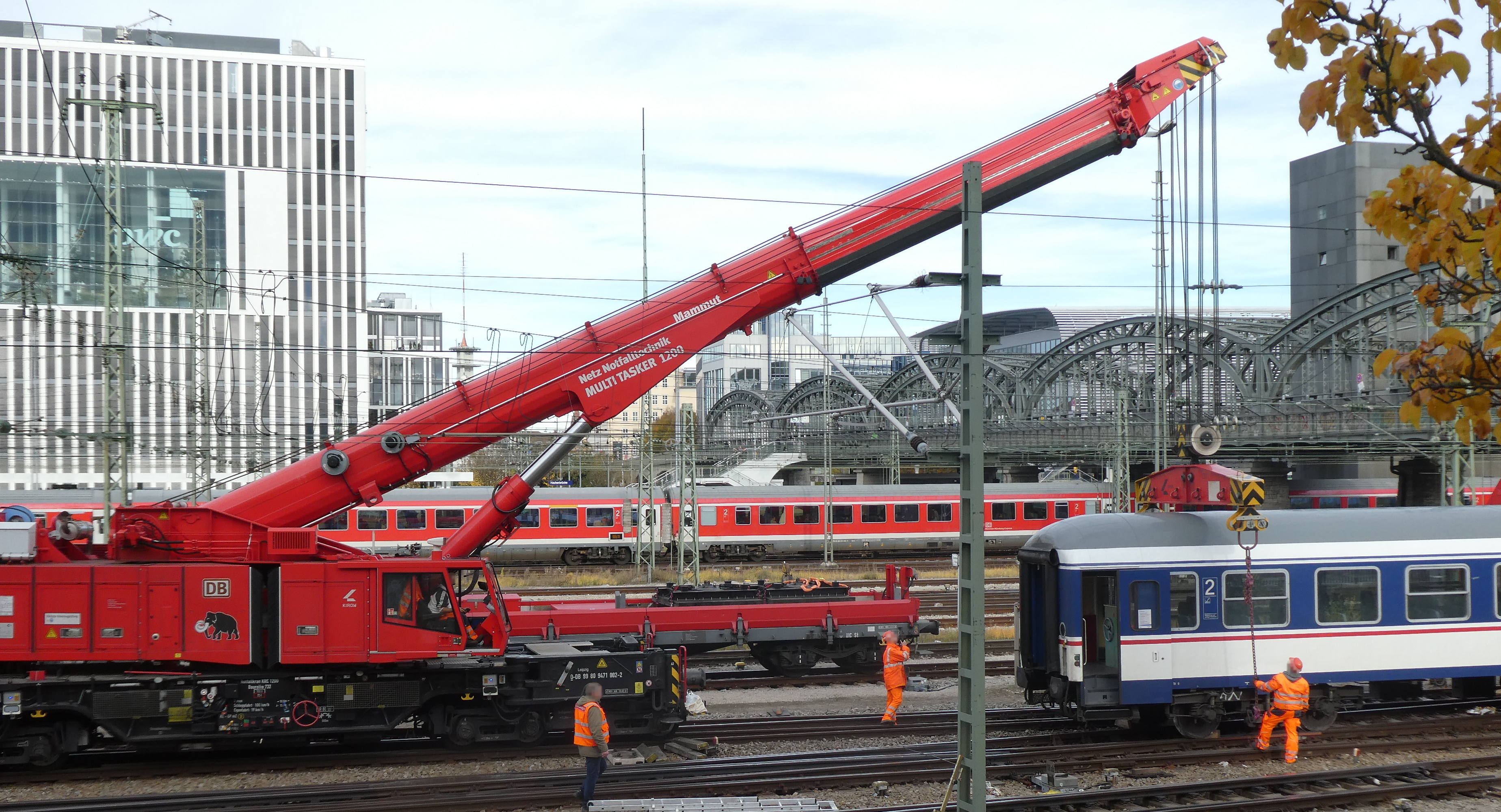
Aufgleisung mit schienengebundenem Kran der DB-Baureihe 732

Für die Bergung von Schienenfahrzeugen können Krane wie Eisenbahndrehkrane, straßenfahrbare Mobilkrane oder Schwimmkrane eingesetzt werden. Bei elektrifizierten Strecken können die Oberleitungsanlagen den Einsatz von Kranen behindern, so dass sie abgebaut oder seitlich verschwenkt werden müssen. Dies kann mit erheblichen Aufwand verbunden sein, weshalb schienengebundene Krane auf elektrifizierten Gleisen häufig nur in Sonderfällen eingesetzt werden. Moderne Eisenbahndrehkrane sind jedoch so konzipiert, dass sie Lasten auch unter eingeschalteter Oberleitung verfahren können und somit die Einschränkungen durch die Oberleitungsanlagen weniger zum Tragen kommen. Zum Aufgleisen unter Fahrleitungen sind sie jedoch wegen der verfügbaren Höhe nur bei Flachwagen verwendbar.

#### Aufgleisgerät

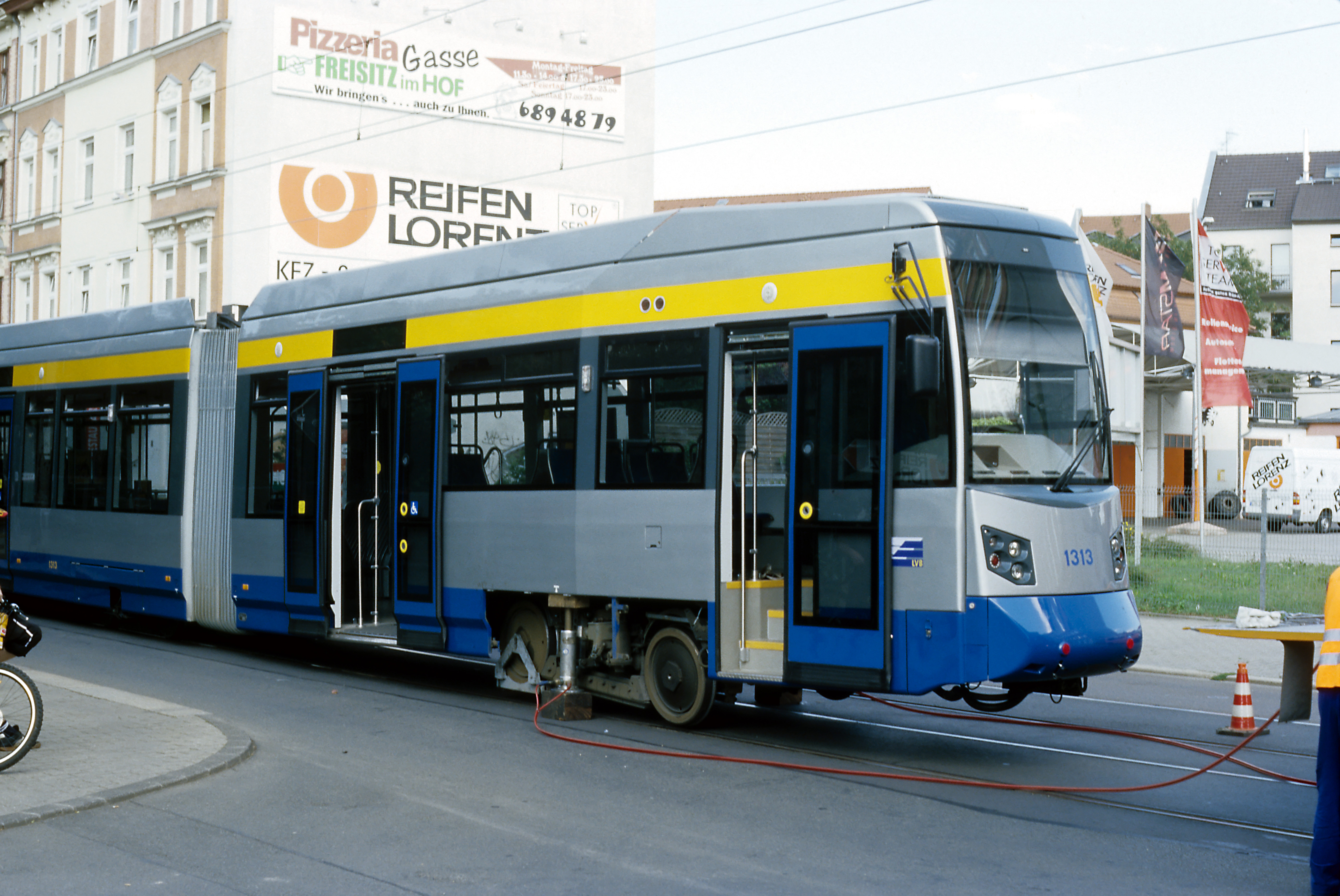
Mit hydraulischen Heber angehobenes Schienenfahrzeug

Aufgleisgeräte, auch Eingleisgeräte oder Aufgleissysteme genannt, sind spezielle seitlich verschiebbare Hebezeuge. Aufgleisgeräte bestehen in der Regel aus einem Satz Hydraulikheber, die entweder einzeln oder auf einer Quertraverse, der sogenannten Aufgleisbrücke, angeordnet sind. In diesem Fall sind die Heber hydraulisch mit einer Verschiebeeinrichtung seitlich verschiebbar gelagert. Die Aufgleisbrücke kann quer unter das entgleiste Schienenfahrzeug platziert werden. Dadurch kann der Heber bzw. können die Heber zusammen mit dem angehobenen Schienenfahrzeug seitlich verschoben werden. Der erforderliche hydraulische Betriebsdruck wird durch ein Hydraulikaggregat mit Verbrennungsmotor oder Elektromotor erzeugt. Teilweise sind die Hydraulikaggregate auch fest an Trägerfahrzeugen angebaut und werden von deren Antriebsmotor über eine Zapfwelle angetrieben. In der Vergangenheit wurden auch Pumpen eingesetzt, die durch Druckluft aus der Hauptluftbehälterleitung eines Triebfahrzeugs angetrieben wurden. Die hydraulischen Funktionen werden von einem Bediener an einem Steuerpult gesteuert.
Beispiele für Aufgleisgeräte sind das Deutschlandgerät oder das Lukas-Gerät.

#### Aufgleisschuh
Aufgleisschuhe, auch Aufgleisrampen oder Eingleisungsrampen genannt, werden paarweise auf die Schienen gelegt und bilden eine Rampe, über die entgleiste Radsätze des Schienenfahrzeuges von einem Triebfahrzeug auf das Gleis gezogen werden können. Aufgleisschuhe werden vorzugsweise für leichte Schienenfahrzeuge verwendet, bei denen die Räder dicht an den Schienen zum Stehen gekommen sind.

Aufgleisschuhe können zum Teil in Bereich von Weichen und Kreuzungen nicht eingesetzt werden.

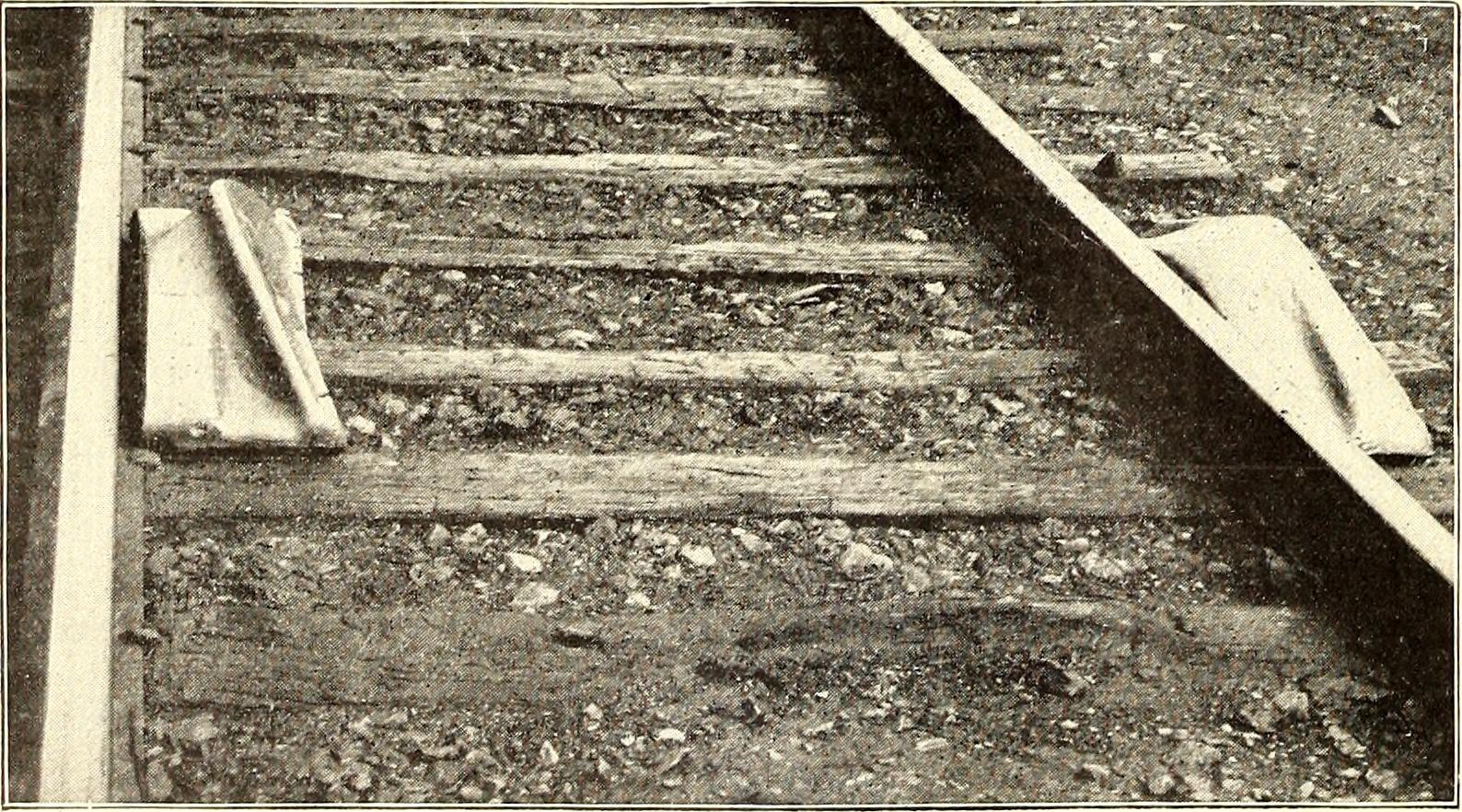
Paarweise angeordnete einseitige Aufgleisschuhe
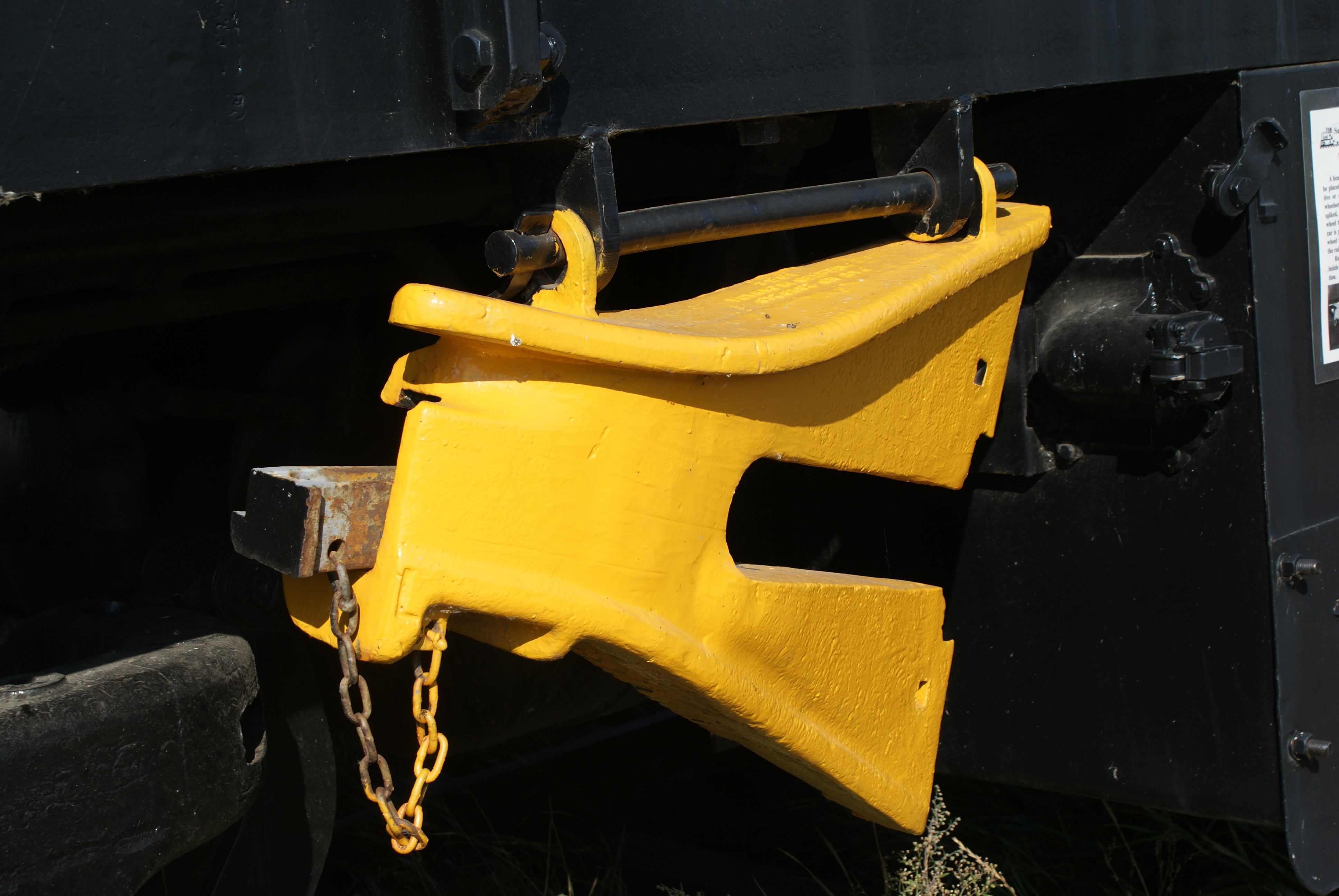
Doppelseitiger Aufgleisschuh, an Lokomotive befestigt

#### Bergepanzer
Bei besonders schweren Eisenbahnunfällen wurden teilweise auch militärische Bergepanzer zur Bergung von Schienenfahrzeugen eingesetzt.

### Hebestellen

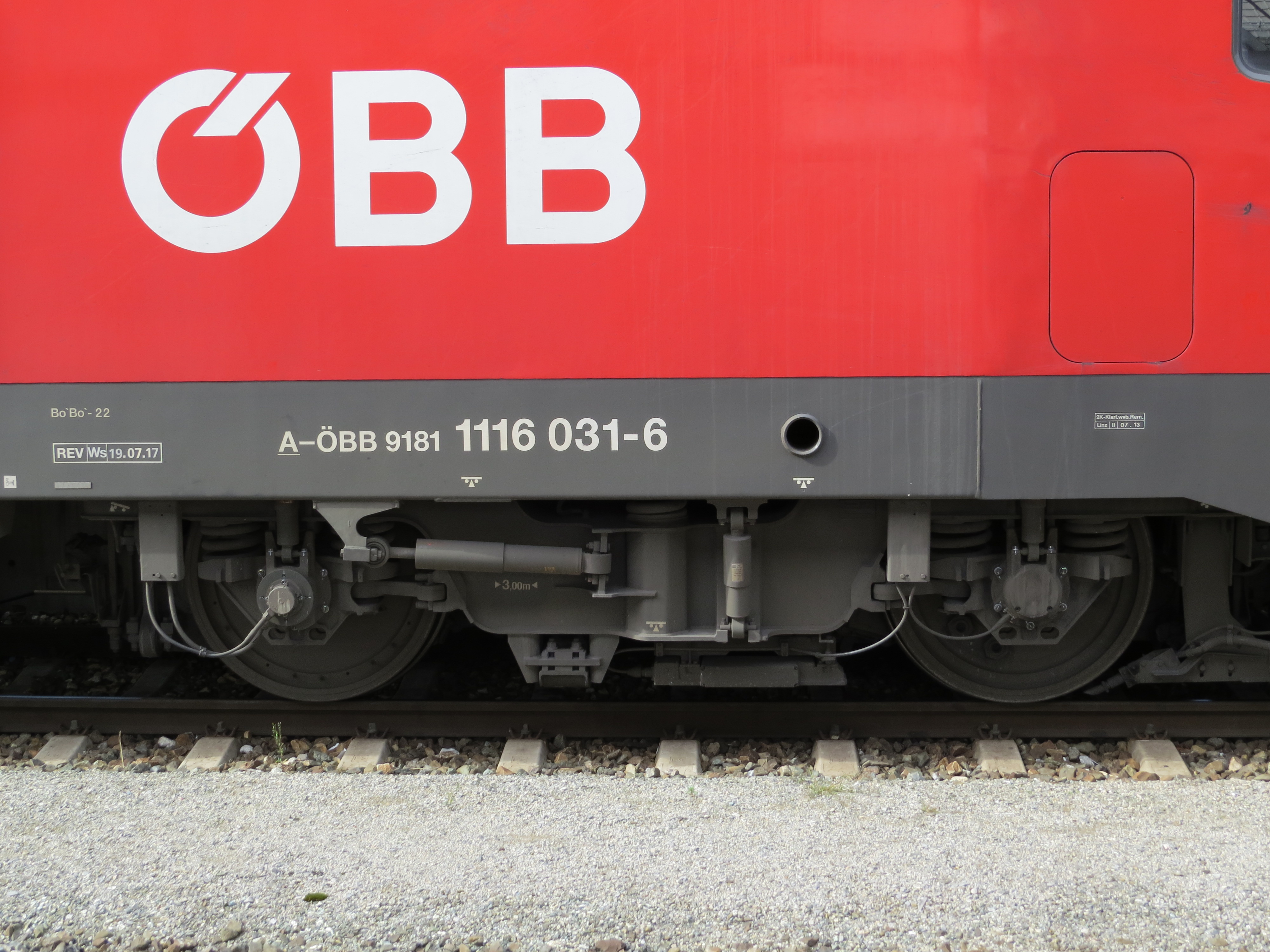
Oberhalb des Drehdämpfers befindet sich die Anhebestelle, rechts davon die runde Öffnung der Adapteraufnahme der Kranhebekonsole

Um die Bergeausrüstung zum Bewegen des entgleisten Schienenfahrzeugs zu positionieren oder anzusetzen, werden bestimmte Punkte am Wagenkasten und/oder am Fahrwerk, sogenannte Hebestellen, verwendet. Hebestellen werden weiter unterteilt in Kranhebestellen und Anhebestellen. Erstere werden für die Bergung mit Hilfe eines Krans, letzteren mit Hilfe von Hebern genutzt.
Neben Hebestellen werden auch abnehmbare Hebekonsolen verwendet, die in einer Adapteraufnahme am Fahrzeug befestigt werden.
Die Hebestellen sind durch entsprechende Piktogramme als Teil der Außenbeschriftung von Schienenfahrzeugen gekennzeichnet.